# Malvasia di Candia aromatica
La  malvasia di Candia aromatica  est un cépage italien de raisins blancs de la grande famille de Malvasia. On la confond souvent avec la malvasia bianca di Candia

## Origine et répartition géographique
Elle provient du nord de l’Italie. D'origine probable grecque (le nom italien de héraklion en Crète est Candia), elle est classée recommandée ou autorisée en Émilie-Romagne. Elle est recommandée dans les provinces Parme et de Plaisance. 
Elle est classée cépage d'appoint en DOC Colli Piacentini, Colli di Parma, Genazzano et Oltrepò pavese. En 1998, elle couvrait 15,523 ha.

## Caractères ampélographiques
- Extrémité du jeune rameau duveteux, blanchâtre à liseré carminé.
- Jeunes feuilles aranéeuses, vert jaunâtre à plages bronzées.
- Feuilles adultes, à 5 lobes avec des sinus supérieurs en lyre profonds, un sinus pétiolaire en lyre, des dents anguleuses, aiguës, un limbe faiblement aranéeux.

## Aptitudes culturales
La maturité est de troisième époque: 30  jours après le chasselas.

## Potentiel technologique
Les grappes sont moyennes à grandes et les baies sont de taille moyenne. La grappe est cylindro-conique, allongée et lâche. La chair est juteuse et d'une saveur légèrement musquée. Le cépage est de vigueur moyenne et la production est régulière mais moyenne. Le cépage est sujet d'une légère coulure et des grains desséchés à l'extrémité de la grappe. 

## Synonymes
La  malvasia Istriana est connue sous le nom de bela malvazija, malvasia bianca, malvasia d'Istria, malvasia del Carso, malvasia Friulana, malvasia weiss, malvasika istarska bijela, malvazija Istarska, malvoisie de l'Istrie